# Charles Strouse
Charles Strouse, né le 7 juin 1928 dans l'Upper West Side à New York (État de New York, États-Unis) et mort le 15 mai 2025 à Manhattan, est un compositeur, scénariste et acteur américain

## Biographie
Charles Strouse a remporté des Emmy Awards pour la musique des adaptations télévisées de Bye Bye Birdie et Annie. Il a également reçu le prix Richard Rodgers de la Fondation ASCAP en 1999.
Il a reçu le prix « Empereur sans vêtements » lors de la 34e convention nationale annuelle de la Freedom From Religion Foundation le 8 octobre 2011.
Charles Strouse meurt à son domicile à New York le 15 mai 2025, à l'âge de 96 ans.

## Filmographie

### Comme compositeur
- 1963 : Bye Bye Birdie
- 1966 : Alice in Wonderland or What's a Nice Kid Like You Doing in a Place Like This? (TV)
- 1966 : It's a Bird... It's a Plane... It's Superman
- 1967 : Bonnie et Clyde (Bonnie and Clyde)
- 1968 : The Night They Raided Minsky's
- 1970 : Le Reptile (There was a crooked man)
- 1973 : Applause (TV)
- 1975 : It's a Bird... It' a Plane... It's Superman (TV)
- 1980 : Just Tell Me What You Want
- 1982 : Lights, Camera, Annie! (TV)
- 1982 : Annie
- 1995 : Bye Bye Birdie (TV)
- 1999 : Annie (TV)

### Comme scénariste
- 1995 : Les Nouvelles Aventures d'Annie (Annie: A Royal Adventure!) de Ian Toynton (TV)

### Comme acteur
- 1987 : Lyle, Lyle Crocodile: The Musical: The House on East 88th Street : Mover #1